# Esimno
Nella mitologia greca, Esimno è un guerriero acheo al tempo della guerra di Troia, citato nel libro XI dell'Iliade di Omero.

## Il mito
Esimno occupa uno spazio ridottissimo nel libro XI del poema (appena un verso), essendo citato all'inizio della terza battaglia descritta da Omero. Intravisto Agamennone in fuga dallo scontro aperto perché ferito da una lancia, Ettore incoraggiò gli animi dei Troiani e si gettò personalmente nella mischia, simile ad una raffica che sconvolge il mare uccidendo numerosi condottieri greci tra cui Esimno.